# One Kind Favor
One Kind Favor je čtyřiadvacáté a zatím poslední studiové album amerického bluesového kytaristy B. B. Kinga, vydané v roce 2008 u Geffen Records.

## Seznam skladeb
1. "See That My Grave Is Kept Clean" (Blind Lemon Jefferson)
2. "I Get So Weary" (T-Bone Walker)
3. "Get These Blues Off Me" (Lee Vida Walker)
4. "How Many More Years" (Chester Burnett)
5. "Waiting for Your Call" (Oscar Lollie)
6. "My Love Is Down" (Lonnie Johnson)
7. "The World Is Gone Wrong" (Walter Vinson, Lonnie Chatmon)
8. "Blues Before Sunrise" (John Lee Hooker)
9. "Midnight Blues" (John Willie "Shifty" Henry)
10. "Backwater Blues" (Big Bill Broonzy)
11. "Sitting on Top of the World" (Walter Vinson, Lonnie Chatmon)
12. "Tomorrow Night" (Sam Coslow, Will Grosz)

## Sestava
- B.B. King - zpěv, kytara
- Dr. John - piáno
- Nathan East - kontrabas
- Mike Elizondo - baskytara, kontrabas
- Jim Keltner- bicí, perkuse
- Jay Bellerose - bicí, perkuse
- Eugene "Snooky" Young- trubka
- Ricky Woodard - tenor saxofon
- Ernie Fields, Jr. - bariton saxofon
- Jeffrey Clayton - alt saxofon
- Neil Larsen - hammondovy varhany
- Darrell Leonard - trubka
- Ira Nepus - pozoun
- Charles Owens II - tenor saxofon
- Johnny Lee Schell - kytara